# Fritz Kaiser
Fritz Kaiser, född 27 september 1891 Villingen-Schwenningen, död 15 maj 1974, var en tysk porträtt– och landskapsmålare.

## Liv och verk
Fritz Kaiser var son till en cigarrhandlare. Efter studenten bedrev han studier vid konstskolan i Karlsruhe, numera en statlig konstakademi, och vid musikkonservatoriet där. Han deltog som frivilligsoldat i både första och andra världskriget. Från 1919 var han bosatt i Freiburg im Breisgau och därifrån företog han bildningsresor runt om i Europa. 1926 flyttade han till Frankfurt am Main. Efter 1933 var han kulturpolitiskt och konstnärligt aktiv vad gäller nationalsocialistisk konstverksamhet. Han blev medlem i NSDAP och gjorde 1936 sitt inträde i Frankfurts konstnärssällskap som då var en del av diktaturens likriktande riksorganisation för konst (Reichskammer der bildenden Künste). Året efter skrev han och redigerade katalogen till vandringsutställningen Entartete Kunst. 1939 blev han ordförande i det lokala sällskapet. Åren 1939, 1940 och 1942 var Kaiser representerad på utställningen Große Deutsche Kunstausstellung, "den stora tyska konstutställningen" i München. Hans romantiska hembygdsmotiv med landskap, genrescener och porträtt fick ett nationellt erkännande. Berlins rikskansli och utrikesdepartement förvärvade några av hans målningar. En kvinnlig nakenakt från 1935 visades på världsutställningen i Paris 1937. År 1944 erhöll Kaiser professors titel i Berlin. Även efter kriget var han en efterfrågad porträttmålare.